# Conure de Patagonie
Cyanoliseus patagonus
Genre
Espèce
Statut de conservation UICN

 LC  : Préoccupation mineure
Statut CITES
La Conure de Patagonie (Cyanoliseus patagonus), également appelée Perriche de Patagonie ou Perruche de Patagonie, est une espèce d'oiseaux de la famille des Psittacidae ou perroquets. Elle habite l'Argentine, le Chili et le sud de l'Uruguay.

## Description
L'oiseau a une longueur de 43 à 47 cm.
Sa tête et son dos sont de couleur vert olive foncé avec des nuances brunâtres. Cette espèce présente un anneau oculaire de peau nue blanche. Les iris sont clairs. La partie supérieure du poitrail est blanchâtre, tandis que sa partie inférieure est vert olive. L'abdomen, les cuisses, le dos et les épaules sont de couleur jaune. La partie centrale de l'abdomen est orangée. Les ailes sont de couleur olive. La queue est grise olivacée. Le bec bleu noir à gris foncé est crochu et court. Enfin les pattes, minces par rapport à la taille de l'oiseau, sont rose pâle.

## Habitat et habitudes
C'est une espèce grégaire, excellente voilière, très turbulente et bruyante. La nuée en vol s'entend de très loin.
Les oiseaux nichent dans des cavités creusées dans les berges hautes et sableuses de fleuves, les parois de ravins ou de précipices, de là leur nom de loro barranquero signifiant en français perroquet des ravins. Ils habitent ces cavités durant toute l'année. Leurs grottes sont profondes (jusqu'à 3 m de profondeur pour un diamètre de 18 cm) et zigzagantes. Elles se terminent par une chambre de couvaison. La nidification est de type colonial et probablement coopérative (tous les adultes participant alors à l'élevage de l'ensemble des jeunes). En période de reproduction, les femelles pondent 2 œufs de couleur blanche légèrement brillants et fort arrondis, de taille moyenne de 37 × 31 mm.

## Espèce en péril
Au Chili, il existe quatre espèces de perroquets, parmi lesquelles le Loro Tricahue (perroquet Tricahue) a la plus grande taille et est le plus coloré. Actuellement, cette sous-espèce est en danger d'extinction. Les populations de Tricahue ont continuellement diminué dans certaines zones, étant donné leur capture en vue de les vendre comme mascottes. De plus il y a détérioration continuelle et fragmentation de leur habitat.
Jadis, leur distribution originelle s'étendait depuis le désert d'Atacama jusqu'à la ville de Valdivia, presque en Patagonie, mais aujourd'hui il ne reste plus que douze colonies (appelées loreras) dans la zone centrale du pays. 85 % de la population de Cyanoliseus patagonus se trouve dans les régions  VI et VII, le reste se trouvant dans quelques secteurs de la quatrième région.[réf. nécessaire]

## Taxonomie
À l'origine, l'espèce a été décrite comme Psittacara patagonica Lesson, 1828.
D'après la classification de référence (version 5.2, 2015) du Congrès ornithologique international, cette espèce est constituée des quatre sous-espèces suivantes (ordre phylogénique) :
- Cyanoliseus patagonus andinus (Dabbene & Lillo, 1913) avec moins de jaune et plus de vert sur le ventre et un plastron rouge réduit par rapport à la sous-espèce type, cette forme peuple nord-est de l'Argentine ;
- Cyanoliseus patagonus conlara (Nores & Yzurieta, 1983) des Sierras de San Luis au centre de l'Argentine ;
- Cyanoliseus patagonus patagonus (Vieillot, 1817) du Centre-sud de l'Argentine et du sud de l'Uruguay ;
- Cyanoliseus patagonus bloxami, (Olson) avec des couleurs plutôt foncées du centre du Chili.

Les populations de l'Argentine et du Chili sont parfaitement séparées, leurs aires de distribution ne se recouvrant pas.